# RippleAPI
RippleAPI（リップルエーピーアイ）とは、Ripple Consensus Ledger（以降、RCLと呼ぶ）の公式クライアントツールである。
オープンソースソフトウェアとしてGitHubにソースコードが登録されている。
現在のRippleAPIはJavaScriptでのみ利用可能である。以前は、RippleのAPIは3種類が提供されていたが、現在はECMAScript6（JavaScriptの標準）で記述されたツール群に統合されている。リップルデベロッパーセンターリファレンスによるとECMAScript5でも動作可能である。
RippleAPIは、非同期型のメソッドを実装しており、関数型プログラミングの様式が多く利用されている。
RippleAPIのメソッドは、処理結果等のデータの受け渡しにJSONスキーマを使用している。

## 主な用途
RippleAPIを使うと、以下のようなことができる。
- Rippleネットワーク上のサーバへデータの検索要求を出す
- RCLで取引を実行する（送金、注文、設定変更、リップルネットワーク上で新規アドレスを作成）。
- その他の機能（RCLへの接続/接続状態のチェック、サーバ情報の取得など）

## RippleAPIの動作環境
ユーザーがRippleAPIを動作させるためには、以下のシステム環境を用意する必要がある。

### Node.js
Node.js（ノードジェイエス）とは、「スケーラブルなネットワーク・プログラムを作成するための簡単な方法」を提供するために開発されたJavaScriptベースのWebサーバである。
RippleAPIはNode.jsをベースにしたアプリケーションである。

### Node Package Managerの利用
Node Package Manager（以降、npmと呼ぶ）は、Node.jsのモジュールを管理するためのツールである。
Node.jsはさまざまなバージョンのモジュールが公開されているが、npmを使用することでモジュールのインストールが簡易になる。
Node.jsベースのRippleAPIをユーザーの環境にインストールするために、npmは利用されている。

### Babel
Babel（バベル）はJavaScriptのコンパイラ（プログラム言語変換ツール）である。
ECMAScript6以降に導入された新機能や構文を、ECMAScript5相当の機能や構文に変換し、一般に普及しているウェブブラウザで実行可能にする。
ECMAScript6で記述されたRippleAPIの機能や構文をコンパイルするために使用する。

## その他のRippleシステム中核モジュール
- 分散元帳
- 国際送金（銀行）モジュール
- FXトレードモジュール